# Кендзежинско-Козельский повет
Кендзежинско-Козельский повет (пол. Powiat kędzierzyńsko-kozielski) — повет (район) в Польше, входит как административная единица в Опольское воеводство. Центр повета — город Кендзежин-Козле. Занимает площадь 625,28 км². Население — 96 139 человек (на 31 декабря 2015 года).

## Административное деление
- города: Кендзежин-Козле
- городские гмины: Кендзежин-Козле
- сельские гмины: Гмина Берава, Гмина Цисек, Гмина Павловички, Гмина Польска-Церекев, Гмина Реньска-Весь

## Демография
Население повета дано на 31 декабря 2015 года.
| Перепись            | Всего  | Мужчины | Женщины |
| ------------------- | ------ | ------- | ------- |
| Всего               | 91 191 | 44 416  | 46 775  |
| Городское население | 51 149 | 24 278  | 26 871  |
| Сельское население  | 40 042 | 20 138  | 19 904  |